# 增稠剂

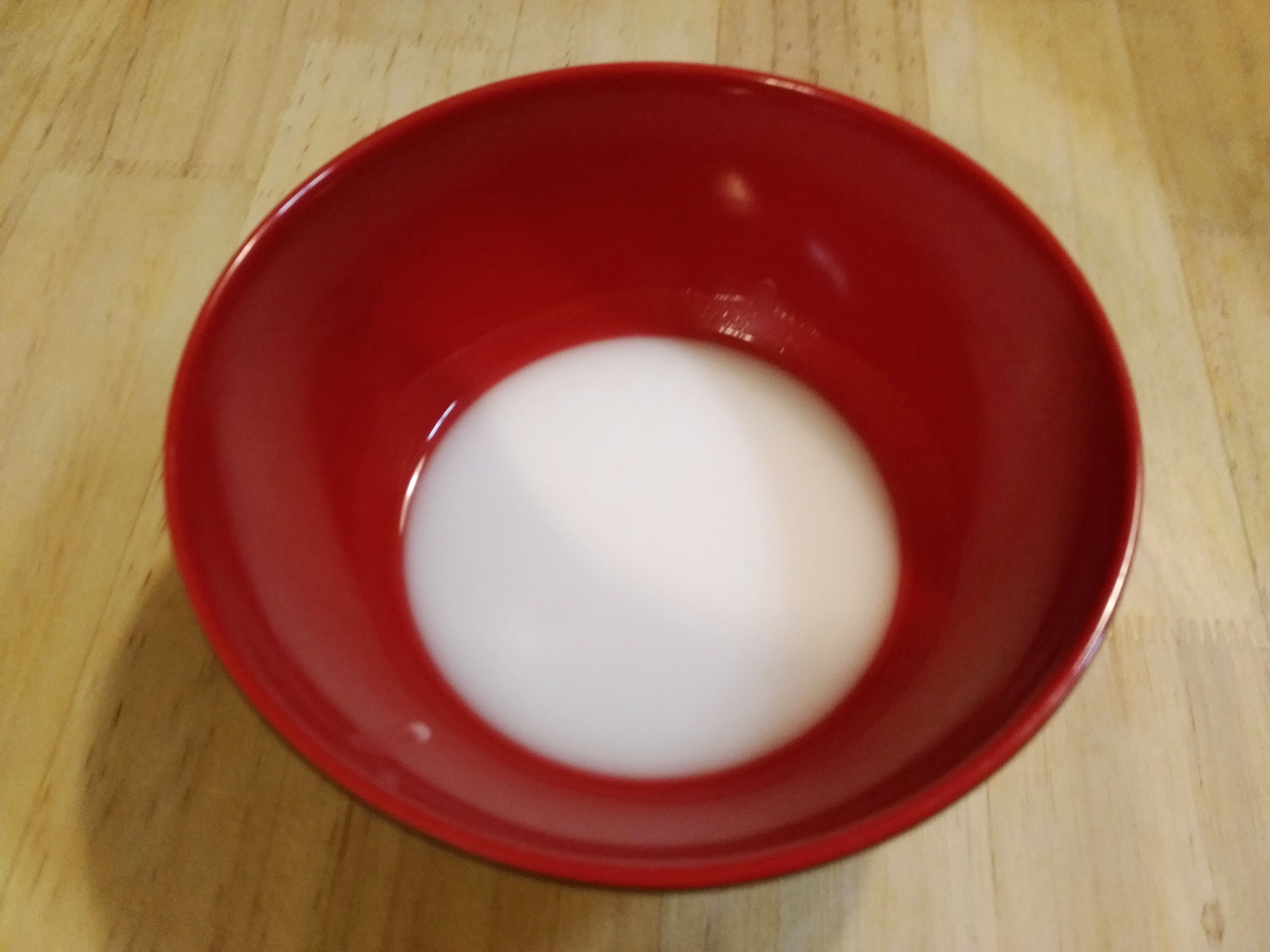
馬鈴薯澱粉製成的漿泥增稠劑

增稠剂又稱增黏劑，是一种可以增加液体黏度而基本不改变液體其他性质的化学物质。人們經常在醬汁、汤和布丁等放入可食用的增稠剂，同時它們的味道並不會改變；增稠剂也可用于涂料、墨水、爆炸物和化妝品。当有人出現吞嚥障礙时，其飲用的液体也會被人放入增稠剂，因為這樣可以降低患者誤吸風險。

## 食品增稠剂
淀粉是最常见的食品增稠剂，烹饪时通常称粉芡，使用粉芡称勾芡。